# Truck-Racing-Europameisterschaft 2024
Die  FIA European Truck Racing Championship 2024 (auch: FIA ETRC 2024, Truck-Racing-Europameisterschaft 2024 der FIA oder Truck-Racing-EM 2024 der FIA) ist eine europaweit ausgetragene Motorsport-Meisterschaft in der Kategorie III, Gruppe F (Renntrucks) nach der FIA-Klassifizierung. Die Saison 2024 umfasst sieben Läufe mit je vier Rennen. Sie ist die 40. Truck-Racing-Europameisterschaft überhaupt, und die 19. seitdem ihr 2006 von der FIA das Prädikat Championship verliehen wurde (zuvor hatte die Meisterschaft lediglich den Status eines Cups).

## Rennkalender
| Nr. | Datum                      | Strecke              | Land        | Ort            | Platz 1 (nach Punkten) | Punkte | Platz 2 (nach Punkten) | Punkte | Platz 3 (nach Punkten) | Punkte |
| --- | -------------------------- | -------------------- | ----------- | -------------- | ---------------------- | ------ | ---------------------- | ------ | ---------------------- | ------ |
| 1.  | 25.–26. Mai 2024           | Misano World Circuit | Italien     | Misano         | Norbert Kiss           | 60     | Jochen Hahn            | 44     | Sascha Lenz            | 34     |
| 2.  | 8.–9. Juni 2024            | Slovakiaring         | Slowakei    | Orechová Potôň | Norbert Kiss           | 60     | Jochen Hahn            | 40     | Sascha Lenz            | 37     |
| 3.  | 22.–23. Juni 2024          | Circuit Zolder       | Belgien     | Zolder         | Norbert Kiss           | 58     | Jochen Hahn            | 46     | Antonio Albacete       | 36     |
| 4.  | 12.–14. Juli 2024          | Nürburgring          | Deutschland | Nürburg        | Norbert Kiss           | 55     | Jochen Hahn            | 48     | Sascha Lenz            | 37     |
| 5.  | 31. August – 1. Sept. 2024 | Autodrom Most        | Tschechien  | Most           |                        |        |                        |        |                        |        |
| 6.  | 28.–29. September 2024     | Circuit Bugatti      | Frankreich  | Le Mans        |                        |        |                        |        |                        |        |
| 7.  | 5. – 6. Oktober 2024       | Circuito del Jarama  | Spanien     | San Sebastián  |                        |        |                        |        |                        |        |

Hinweis: Alle Punktangaben unterliegen der Zustimmung der FIA (siehe jeweilige Quelle)
Kalenderquelle(n):
Datenquelle(n): 